# موسی سلطان موصلوی ترکمان
موسی سلطان موصلوی ترکمان از امرای قزلباش طایفه ترکمان در دوره شاه طهماسب یکم و شاه اسماعیل دوم بود. وی پدر بزرگ مادری شاه اسماعیل دوم بود.